# Pestarella tyrrhena
Espèce
Synonymes
- Callianassa tyrrhena (Petagna, 1792)

Pestarella tyrrhena est une espèce de crevettes.